# Châteauneuf-le-Rouge
Châteauneuf-le-Rouge é uma comuna francesa na região administrativa da Provença-Alpes-Costa Azul, no departamento de Bouches-du-Rhône. Estende-se por uma área de 13,15 km². Em 2010 a comuna tinha 2 381 habitantes (densidade: 181,1 hab./km²).